# タイシンガーブランドン大河
タイシンガー ブランドン 大河（タイシンガー ブランドン たいが、1998年6月15日 - ）は、沖縄県石川市（現：うるま市）出身の元プロ野球選手（内野手）。右投右打。
ファミリーネーム（姓）がタイシンガー（Tysinger）、ファーストネーム（名）がブランドン（Brandon）、ミドルネームが大河（Taiga）。
プロ野球選手時代の登録名は本名のフルネームまたはブランドンを使用。

## 経歴

### プロ入り前
うるま市立伊波小学校4年次に前原ルーキーズで野球を始め、うるま市立伊波中学校では軟式野球部に所属し全日本少年軟式野球大会に出場、投手と捕手を兼任していた。
沖縄県立石川高校では1年秋から投手兼4番を務め、高校通算18本塁打。またのちに西武でチームメイトとなる平良海馬と対戦し三振を喫したことがある。高校時代には投手として最速147km/hを記録したこともある。
北海道網走市の東京農業大学生物産業学部（オホーツクキャンパス）に進学後は野手に専念し、北海道六大学リーグでは、3年春、3年秋、4年秋の3回首位打者に輝き、ベストナインにも5回選出された。
2020年10月26日に行われたプロ野球ドラフト会議では、埼玉西武ライオンズから6位指名を受け、11月26日に契約金3000万円、年俸700万円（金額は推定）で仮契約した。背番号は49。

### 西武時代
2021年は開幕前に登録名を「ブランドン」に変更した。オープン戦で2本塁打、長打率.519とアピールし、同期の若林楽人と共に開幕一軍入りを果たすと、3月26日のオリックス・バファローズとの開幕戦で1点リードの9回から三塁の守備に就きプロ初出場。翌27日の同カードに「8番・三塁手」で初の先発出場を果たした。3月30日の北海道日本ハムファイターズ戦に「8番・指名打者」で先発出場し、プロ初安打・初本塁打・初打点となる1号2ランを放つなど2安打4打点と活躍した。しかし、4月2日の試合を熱中症によりベンチから外れると翌3日に登録抹消。4月17日に一軍復帰したものの、その後は抹消と再登録を3度繰り返した。二軍では結果を残し、特に6月は月間打率.408（イースタン・リーグ1位）、出塁率.473（同3位）、長打率.633（同2位）の好成績でファーム月間MVPを受賞した。ルーキーイヤーは一軍で32試合に出場し、打率.247・3本塁打・8打点を記録。オフに200万円増となる推定年俸900万円で契約を更改した。
2022年は内転筋痛など故障の影響もあり、一軍公式戦の出場がなく、二軍で打率.345ながら19試合の出場にとどまった。
2023年も度重なる故障の影響で一軍出場はなく、二軍では37試合で打率.270・4本塁打・15打点だった。オフの10月31日に戦力外通告を受けたが、秋季キャンプには参加し、11月23日に育成選手として再契約した。背番号は133となった。
2024年の春季キャンプは育成選手唯一のA班メンバーとなる。オープン戦11試合に出場して打率.333（24打数8安打）と結果を残し、開幕直前の3月24日に支配下登録されることが発表された。背番号は66。29日の東北楽天ゴールデンイーグルスとの開幕戦では、「6番・三塁手」で初の開幕スタメンをつかみ、この試合ではマルチ安打を記録した。同カード3連戦にはいずれも先発出場していたものの、左脚に軽い張りが出たため4月2日のホーム開幕戦はベンチ外となり、翌3日に登録を抹消された。左太腿裏の肉離れの診断だった。5月に入ってから実戦復帰を目指して球団施設でノックを再開し、30日のENEOSとの三軍戦で実戦復帰した。6月4日にはDeNAとの二軍公式戦に指名打者で先発出場した。8月13日に一軍復帰し、同日のソフトバンク戦で「3番・DH」でスタメン起用されたものの3三振を喫した。この試合中に左手を挫傷したことで15日に登録抹消され、そのまま再昇格は果たせなかった。結局、一軍では4試合、二軍でも9試合の出場にとどまり、10月2日に2年連続で戦力外通告を受けた。11月20日に自身のInstagramを更新し、現役引退を発表。

## 選手としての特徴
50メートル5秒9の俊足と遠投110メートルの強肩、さらにパンチのある打撃が武器の3拍子揃った選手。目標としてトリプルスリーを挙げている。

## 人物
父親はレスリング経験者のアメリカ人、母親は日本人で、弟と妹がいる。父親とは英語で会話している。ミドルネームの大河には「大きい川のように広い心を持ってほしい」という両親の願いが込められている。
小学校低学年までは少年サッカーチームに所属していたが、「何か違う」と野球の道へ進んだ。
好きな映画は中学時代に観た『ワイルド・スピード』で、好きな芸能人は高校時代から似ていると言われている主演のポール・ウォーカー。
「沖縄から一番遠いところで頑張ってみようと思った」と北海道の大学に進学したが、1年夏にはホームシックで実家に帰ったこともあった。何よりも苦労したのが気候で、「寒さには4年間通じても慣れなかった」という。
2019年に沖縄・宜野湾で開催されたカウントダウンライブイベントで偶然トイレで同郷の山川穂高を発見し、「山川さんですか?」と話しかけると快く写真撮影に応じてもらった。ソフトバンクの周東佑京の後輩で、同じ大学に通っていることやプロを目指していることを伝えると「頑張ってプロに来いよ」と激励され、その1年後にチームメイトとなっている。

## 詳細情報

### 年度別打撃成績
| 年 度     | 球 団     | 試 合 | 打 席 | 打 数 | 得 点 | 安 打 | 二 塁 打 | 三 塁 打 | 本 塁 打 | 塁 打 | 打 点 | 盗 塁 | 盗 塁 死 | 犠 打 | 犠 飛 | 四 球 | 敬 遠 | 死 球 | 三 振 | 併 殺 打 | 打 率 | 出 塁 率 | 長 打 率 | O P S |
| --------- | --------- | ----- | ----- | ----- | ----- | ----- | -------- | -------- | -------- | ----- | ----- | ----- | -------- | ----- | ----- | ----- | ----- | ----- | ----- | -------- | ----- | -------- | -------- | ----- |
| 2021      | 西武      | 32    | 84    | 81    | 9     | 20    | 7        | 0        | 3        | 36    | 8     | 0     | 0        | 1     | 1     | 0     | 0     | 1     | 21    | 3        | .247  | .253     | .444     | .697  |
| 2024      | 西武      | 4     | 18    | 16    | 0     | 3     | 0        | 0        | 0        | 3     | 0     | 0     | 0        | 0     | 0     | 0     | 2     | 0     | 7     | 0        | .188  | .278     | .188     | .465  |
| 通算：2年 | 通算：2年 | 36    | 102   | 97    | 9     | 23    | 7        | 0        | 3        | 39    | 8     | 0     | 0        | 1     | 1     | 0     | 2     | 1     | 28    | 3        | .237  | .257     | .402     | .659  |

### 年度別守備成績
| 年 度 | 球 団 | 一塁  | 一塁  | 一塁  | 一塁  | 一塁  | 一塁     | 三塁  | 三塁  | 三塁  | 三塁  | 三塁  | 三塁     |
| 年 度 | 球 団 | 試 合 | 刺 殺 | 補 殺 | 失 策 | 併 殺 | 守 備 率 | 試 合 | 刺 殺 | 補 殺 | 失 策 | 併 殺 | 守 備 率 |
| ----- | ----- | ----- | ----- | ----- | ----- | ----- | -------- | ----- | ----- | ----- | ----- | ----- | -------- |
| 2021  | 西武  | 4     | 17    | 1     | 0     | 2     | 1.000    | 26    | 10    | 20    | 0     | 2     | 1.000    |
| 2024  | 西武  |       |       |       |       |       |          | 3     | 1     | 2     | 1     | 0     | 0.750    |
| 通算  | 通算  | 4     | 17    | 1     | 0     | 2     | 1.000    | 29    | 11    | 22    | 1     | 2     | 0.971    |

### 記録
初記録
- 初出場：2021年3月26日、対オリックス・バファローズ1回戦（メットライフドーム）、9回表に三塁手として途中出場
- 初先発出場：2021年3月27日、対オリックス・バファローズ2回戦（メットライフドーム）、「8番・三塁手」で先発出場
- 初打席：同上、2回裏に宮城大弥から空振り三振
- 初安打・初本塁打・初打点：2021年3月30日、対北海道日本ハムファイターズ1回戦（札幌ドーム）、2回表に河野竜生から左越2ラン

### 背番号
- 49（2021年[10] - 2023年）
- 133（2024年[30] - 同年3月25日）
- 66（2024年3月26日[31][32] - 同年終了）

### 登録名
- タイシンガー ブランドン 大河（タイシンガー ブランドン たいが、2021年 - 同年2月25日）
- ブランドン（2021年2月26日[11] - 2024年）